# Otto Abetz

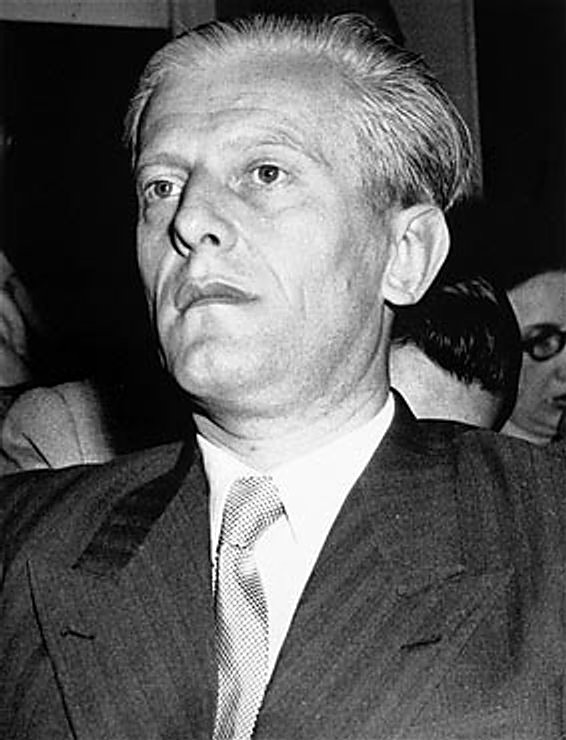
Otto Abetz

Otto Abetz (* 26. März 1903 in Schwetzingen; † 5. Mai 1958 bei Langenfeld) war ein deutscher Kunstlehrer, Diplomat und SS-Brigadeführer. Während des Zweiten Weltkriegs war er von August 1940 bis 1944 Botschafter Deutschlands im besetzten Frankreich.
Er wurde 1945 verhaftet, im Juli 1949 zu 20 Jahren Zwangsarbeit verurteilt und im April 1954 entlassen. Er arbeitete für die Rheinisch-Westfälische Zeitung und kam im Mai 1958 bei einem Autounfall ums Leben.

## Leben

### Studium und Frankreichkontakte
Otto Abetz war der jüngere Bruder des Forstwissenschaftlers Karl Abetz.
Zunächst studierte er an der Technischen Hochschule Karlsruhe. Ebenfalls in Karlsruhe wurde er anschließend Kunsterzieher und Biologielehrer an einer Mädchenschule. Dabei engagierte er sich nebenbei für die deutsch-französische Verständigung nach dem Ersten Weltkrieg. Abetz war Teil der Bündischen Jugend insofern, als er die Sohlberg-Treffen von Jugendlichen aus deutschen und französischen Jugendverbänden gründete, die sich 1930 erstmals in einer Herberge am Sohlberg im Schwarzwald trafen. Aus diesen Treffen entwickelte sich eine feste Gruppe, der Sohlbergkreis, dessen Zeitschrift Abetz als Präsident mit herausgab. Abetz war bei seinen französischen Gästen sehr beliebt. Sie hatten das Gefühl, dass Abetz sich ernsthaft für die nach dem Ersten Weltkrieg darniederliegende deutsch-französische Verständigung einsetzte. In seiner Jugend hatte Abetz den Sozialisten und Pazifisten nahegestanden.
Seit 1930 stand Abetz der NSDAP nahe, die in der Außenpolitik Revanche für den Sieg Frankreichs im Ersten Weltkrieg und die Revision des Versailler Vertrages anstrebte. Frankreich wurde unter anderem als Verursacher der hohen deutschen Reparationsleistungen, der Abtretungen von Posen und Westpreußen an Polen, des Verlustes von Danzig, der internationalen Isolierung und des Verlustes der Weltmachtrolle Deutschlands angesehen. Abetz unterhielt später Kontakte zu französischen Rechtskreisen, darunter französische Faschisten. Diese sympathisierten mit den Nationalsozialisten, strebten eine Diktatur an, bekämpften demokratische Ideale, wollten Sozialdemokratie und Kommunismus unterdrücken und teilten den Antisemitismus der Nationalsozialisten. Dabei tendierten sie dazu, die Bedeutung des deutschen Revanchismus und die antifranzösische Haltung der Nationalsozialisten zu unterschätzen. Abetz unterhielt daher Kontakte zu Verbänden der ehemaligen Frontkämpfer in Frankreich sowie zu französischen Intellektuellen, vorwiegend aus dem rechten Lager. Er war mit dem Herausgeber von Notre Temps, Jean Luchaire, befreundet und heiratete dessen Sekretärin Suzanne de Bruycker, eine Französin.

### Mitarbeiter der Dienststelle Ribbentrop, 1934–1940
1934 wurde er bei Reichsjugendführer Baldur von Schirach Frankreich-Referent; im Januar 1935 trat er in die Dienststelle Ribbentrop von Joachim von Ribbentrop ein und war ein persönlicher Vertrauter Ribbentrops. Ribbentrop brauchte einen erfahrenen Frankreichkenner und überzeugten Nationalsozialisten, um eine neue Außenpolitik der NSDAP in Frankreich in Konkurrenz zu der des Auswärtigen Amtes zu betreiben. Nach dem Verbot der 1928 von Otto Grautoff gegründeten Deutsch-französischen Gesellschaft im Jahre 1934 gründete Abetz im Auftrag Hitlers im Herbst 1935 eine neue Deutsch-französische Gesellschaft und wurde deren Geschäftsführer. Im gleichen Jahr trat er in die SS ein (SS-Nummer 253.314). Am 31. Dezember 1937 beantragte er schließlich die Aufnahme in die NSDAP und wurde rückwirkend zum 1. Mai desselben Jahres aufgenommen (Mitgliedsnummer 7.011.453).
Die Franzosen waren seit der Machtübernahme der Nationalsozialisten sehr misstrauisch gegenüber Deutschland. Sie fürchteten die Revanchegelüste der deutschen Konservativen und vor allem der Nationalsozialisten. Bei zahlreichen Aufenthalten in Frankreich hielten Abetz und seine Gesinnungsgenossen aus der Deutsch-Französischen Gesellschaft wie Friedrich Grimm viele Vorträge, in denen sie für das nationalsozialistische Deutschland und dessen neue friedliche Politik gegenüber Frankreich warben. Deutschland wolle keine Revanche für Versailles, sondern strebe nur friedliche Veränderungen in Europa in Abstimmung mit seinen Nachbarn an. Es gelang Abetz, für diese Sichtweise Zustimmung bei den französischen Frontkämpferverbänden und ihren Führern Jean Goy und Henri Pichot zu gewinnen. Der konservative, den französischen Faschisten um die Action Directe nahestehende Journalist, Fernand de Brinon, unterstützte Abetz’ Bemühungen, Frankreich ein positives Bild des nationalsozialistischen Deutschlands zu vermitteln. Er fungierte als weitgehend unkritischer Interpret von Hitlers Beschwichtigungspolitik. Mit ihm und anderen Sympathisanten Nazideutschlands gründete Abetz 1935 das Comité France-Allemagne. Ziel dieser vorgeblichen Annäherungs-Politik durch Abetz und die deutsche Regierung war es, die französische Nation in ihrem Widerstandswillen gegenüber Deutschland zu spalten und so eine günstige Ausgangslage für den geplanten Krieg mit Frankreich zu schaffen.
Als es nach dem Münchner Abkommen und der gewaltsamen Beseitigung des tschechoslowakischen Staates 1939 zunehmend schwieriger wurde, glaubhaft für die angebliche Friedenspolitik Deutschlands gegenüber Frankreich zu werben, wendete sich für Abetz zunächst das Blatt. Am 30. Juni 1939 wurde er aus Frankreich ausgewiesen.
Gleich nach dem Ende des Frankreichfeldzuges kehrte Abetz mit den ersten deutschen Truppen am 15. Juni 1940 nach Paris zurück und übernahm in der deutschen Botschaft die Aufgaben eines deutschen Gesandten. Tatsächlich war er eine Art Statthalter des Deutschen Reiches im unterlegenen Frankreich. Frankreich war zu zwei Dritteln von Deutschland besetzt. Im restlichen Teil hatte Pétain den État français gegründet. Abetz teilte sich die Macht mit dem Militärbefehlshaber der Wehrmacht. In allen politischen Fragen musste sich der Militärbefehlshaber mit Abetz abstimmen.

### Botschafter im besetzten Frankreich, 1940–1944
Im August 1940 wurde Abetz zum Botschafter des Deutschen Reiches bei der Pétain-Regierung berufen. Formell war er nur Bevollmächtigter des Auswärtigen Amtes in Frankreich, da der Kriegszustand mit Frankreich noch andauerte. Abetz war mit 37 Jahren jüngster deutscher Botschafter überhaupt. Abetz’ Dienstsitz befand sich allerdings in Paris (Palais Beauharnais, Rue de Lille) und nicht in Vichy, dem Sitz der französischen Kollaborationsregierung. Dort unterhielt Abetz eine Zweigstelle der Botschaft. Pétain und fast allen Vertretern der französischen Regierung war es nicht gestattet, nach Paris zu kommen; Abetz suchte ihn gelegentlich in Vichy auf.
Als Botschafter hatte Abetz die Kontrolle über alle politischen Fragen im besetzten wie auch im unbesetzten Frankreich. Abetz war Berater der deutschen Militärs, aber auch der deutschen Polizei in politischen Fragen. An der Deportation der französischen Juden nach Auschwitz war er maßgeblich beteiligt. Abetz drängte bei Eichmanns Frankreichbeauftragten Dannecker auf eine rechtzeitige Verteilung der 400.000 gelben Judensterne und sorgte für die Abstimmung der judenfeindlichen Maßnahmen mit der SS.
Aus einem Schreiben Heydrichs an Staatssekretär Luther wird deutlich, dass Abetz das Reichssicherheitshauptamt zum Handeln veranlasste und nicht umgekehrt. Er habe, so Heydrich am 20. September 1940, „gegen die Durchführung der von Herrn Botschafter Abetz im besetzten Frankreich geplanten Maßnahmen gegen Juden [...] keine Bedenken.“ Conze u. a. schätzen in ihrem Grundlagenwerk die Rolle Abetz’ bei der gesamteuropäischen Judenvernichtung als sehr wichtig ein; u. a. verweisen sie darauf, dass Hitler sich unmittelbar vor dem endgültigen Beschluss zur „Endlösung“, den sie auf den 17. September 1941 datieren, am 16. September mit Abetz und Ribbentrop getroffen hatte. Den Inhalt von Abetz’ Ausführungen sehen sie in einem Memorandum des Pariser „Judenreferenten“ Carltheo Zeitschel belegt, das er Abetz mit auf den Weg nach Berlin gab.
Abetz war seit seiner Ankunft 1940 am nationalsozialistischen Kunstraub im besetzten Frankreich beteiligt. Abetz’ Leute vom Sonderkommando Künsberg stahlen in großem Umfang Kunst. Die Botschaft und ein angemietetes Nebengebäude waren voller geraubter Kunstwerke. Abetz’ Versuch, 1500 Kunstwerke, die von den Franzosen aus dem Louvre ins Schloss Chambord ausgelagert worden waren, zu rauben, wurde in letzter Minute durch Einspruch der Wehrmachtsführung aus Berlin verhindert, die durch solche Raubaktionen eine Stärkung des französischen Widerstands gegen die Besatzungsmacht befürchtete. Von Abetz initiierte Raubaktionen gegen jüdischen Besitz (z. B. im Palais Rothschild in Paris) stießen dagegen auf keinen Widerspruch des Militärs. Den größten Teil der erbeuteten Bilder musste Abetz kurze Zeit später an den neu geschaffenen Einsatzstab Reichsleiter Rosenberg abtreten, der die Unterstützung von Hermann Göring hatte. Trotzdem hingen im Palais Beauharnais viele geraubte Bilder; auch in Ribbentrops Diensträumen im Auswärtigen Amt waren einige Bilder aus dem Kunstraub in Frankreich gelangt.
Während der vier Jahre, in denen er den Posten als Botschafter innehatte, versuchte Abetz, Franzosen zur Mitarbeit zu gewinnen und vom Nationalsozialismus zu überzeugen. In seinen antisemitischen Aktionen, wie z. B. dem Vorschlag, staatenlose Juden zwangsweise zu enteignen und in den unbesetzten Teil Frankreichs und weiter in die Vernichtungslager im Osten abzuschieben, sah er eine Möglichkeit, den verbleibenden Rest eines Widerstandes und den Einfluss der Kirche und Armee innerhalb des Vichy-Regimes zu brechen. So befürwortete Abetz in einem Telegramm vom 2. Juli 1942 an Unterstaatssekretär Luther „die Abschiebung von 40.000 Juden aus Frankreich [nach] Auschwitz“ und regte an, „alle gegen die Juden ergriffenen Maßnahmen“ sollten „in einer Form durchgeführt werden, die das in letzter Zeit gewachsene antisemitische Gefühl ständig weiter erhöht“. Dies erreiche man „psychologisch in der breiten Masse des französischen Volkes“ zweckmäßig dadurch, dass man zunächst „fremdländische Juden“ erfasse. Die Akzeptanz dafür, dass „der französische Jude […] im Zuge der Freimachung der europäischen Länder vom Judentum auf alle Fälle ebenfalls verschwinden muss“, sei auf diesem Wege am besten zu gewinnen. Viele seiner französischen Freunde aus den Jahren vor dem Krieg konnte Abetz zur Kollaboration bewegen und verschaffte ihnen einflussreiche Posten. So avancierte sein Freund Luchaire zum zeitweiligen Innenminister des Vichy-Regimes.
Abetz war einer der energischsten Initiatoren der Kollaboration auf deutscher Seite und setzte sich besonders für eine aktive französische Beteiligung am Krieg gegen Großbritannien ein. Hier fand er einen herausgehobenen Partner in Staatssekretär Jacques Benoist-Méchin, welcher in der Vichyregierung mit der Koordination der deutsch-französischen Zusammenarbeit betraut war, und versuchte, diese auch auf militärischem Gebiet weiterzuentwickeln. Der Höhepunkt seiner Karriere war dabei das von ihm organisierte Treffen von Hitler und Pétain in Montoire-sur-le-Loir am 24. Oktober 1940, nach dessen Scheitern er zeitweise in Ungnade fiel.
Weiter setzte er sich besonders für den deutsch-französischen Kulturaustausch (im Verständnis der Nationalsozialisten) ein und wollte für Frankreich einen angemessenen Platz im neuen, von Hitler gestalteten Europa erreichen. Hitler, der Frankreich nur als unterworfene Nation sah, vertraute weder den französischen Kollaborateuren noch Abetz und war dessen Frankreichpolitik gegenüber misstrauisch. Abetz sorgte dafür, dass der den Nationalsozialisten freundschaftlich gesinnte Schriftsteller Pierre Drieu la Rochelle Herausgeber der vorher verbotenen Nouvelle Revue Française wurde. Mit dem Schriftsteller und Journalisten Robert Brasillach, Vertreter der Kollaboration und häufiger Gast der Deutschen Botschaft in Paris, verband ihn eine Freundschaft. Mit großem Aufwand unterstützte die Deutsche Botschaft unter Abetz die Planung und Durchführung von Ausstellungen in der Besatzungszeit. In der Regel wurden diese verdeckt, nach außen hin unter französischer Verantwortung, durchgeführt. So trugen Abetz und das Auswärtige Amt maßgeblich zu Planung und Durchführung der Retrospektive des Bildhauers Arno Breker im Musée de l’Orangerie bei, die unter Beteiligung französischer Regierungsvertreter am 15. Mai 1942 eröffnete und Zehntausende Besucher zählte. Die deutsche Kulturpolitik war ein Wechselspiel von Erlaubnissen und vor allem Verboten. Sie verbot alle Zeitungen und Bücher, die sich für die demokratische französische Nation oder demokratische Ideale einsetzten oder deutschfeindlich waren, die Gleichheit der Rassen propagierten oder sozialdemokratisch oder kommunistisch waren. Publikationen, an denen Juden und Freimaurer in irgendeiner Weise beteiligt waren, galten in jedem Fall als verboten. Dafür gab die Botschaft unter Otto Abetz eine Liste verbotener Bücher heraus, die in Frankreich als Liste Otto bekannt wurde. Für die Steuerung der französischen Kultur im deutschen Sinne war viel Personal notwendig. Eine große Abteilung Kulturpolitik arbeitete erst beim Militärbefehlshaber und in der Botschaft, dann ab September 1940 im neu gegründeten Deutschen Institut in der Rue St. Dominique Nr. 7, das unter dem Leiter Karl Epting Abetz unterstand. Im Januar 1942 wurde er zum SS-Brigadeführer befördert.
Nach der Okkupation der unbesetzten Zone im November 1942 (Unternehmen Anton) wurde Abetz für ein Jahr nach Deutschland zurückbeordert, sein Stellvertreter Rudolf Schleier vertrat ihn in Paris. Grund war ein Machtkampf im Außenministerium. Einem neuen Staatssekretär und Konkurrenten aus den radikalen Kreisen der NSDAP missfiel die selbstständige und machtvolle Position von Abetz. Er musste sich in Deutschland gegen Vorwürfe zur Wehr setzen, seine Politik sei nicht effektiv genug und im Grunde gegen Deutschland gerichtet, weil er zu frankreichfreundlich sei. Ende November 1943 war das Problem zu Abetz’ Gunsten ausgestanden und Abetz wurde wieder als Botschafter in Paris eingesetzt.

### Flucht und Verurteilung 1944/1945
Als die Alliierten sich anschickten, nach der Invasion am 6. Juni 1944 ganz Frankreich zu erobern, und sich Paris und Vichy näherten, floh Abetz mit Pétain nach Sigmaringen. Nach seiner „Entlassung“ zog Abetz sich in seine mit geraubtem Kunstgut ausgestattete Villa in Baden-Baden zurück. Nach der französischen Besetzung tauchte er in einem Sanatorium  in Höchenschwand  im Schwarzwald unter. Am 25. Oktober 1945 wurde er dort von dem französischen Polizei-Inspekteur Richard Eisack verhaftet und kam vor das Pariser Militärtribunal, wo ihn der Pariser Staranwalt René Floriot verteidigte. Wegen seiner Mitschuld an den Judendeportationen und an der Zwangsrekrutierung von Fremdarbeitern wurde er im Juli 1949 zu 20 Jahren Zwangsarbeit verurteilt.

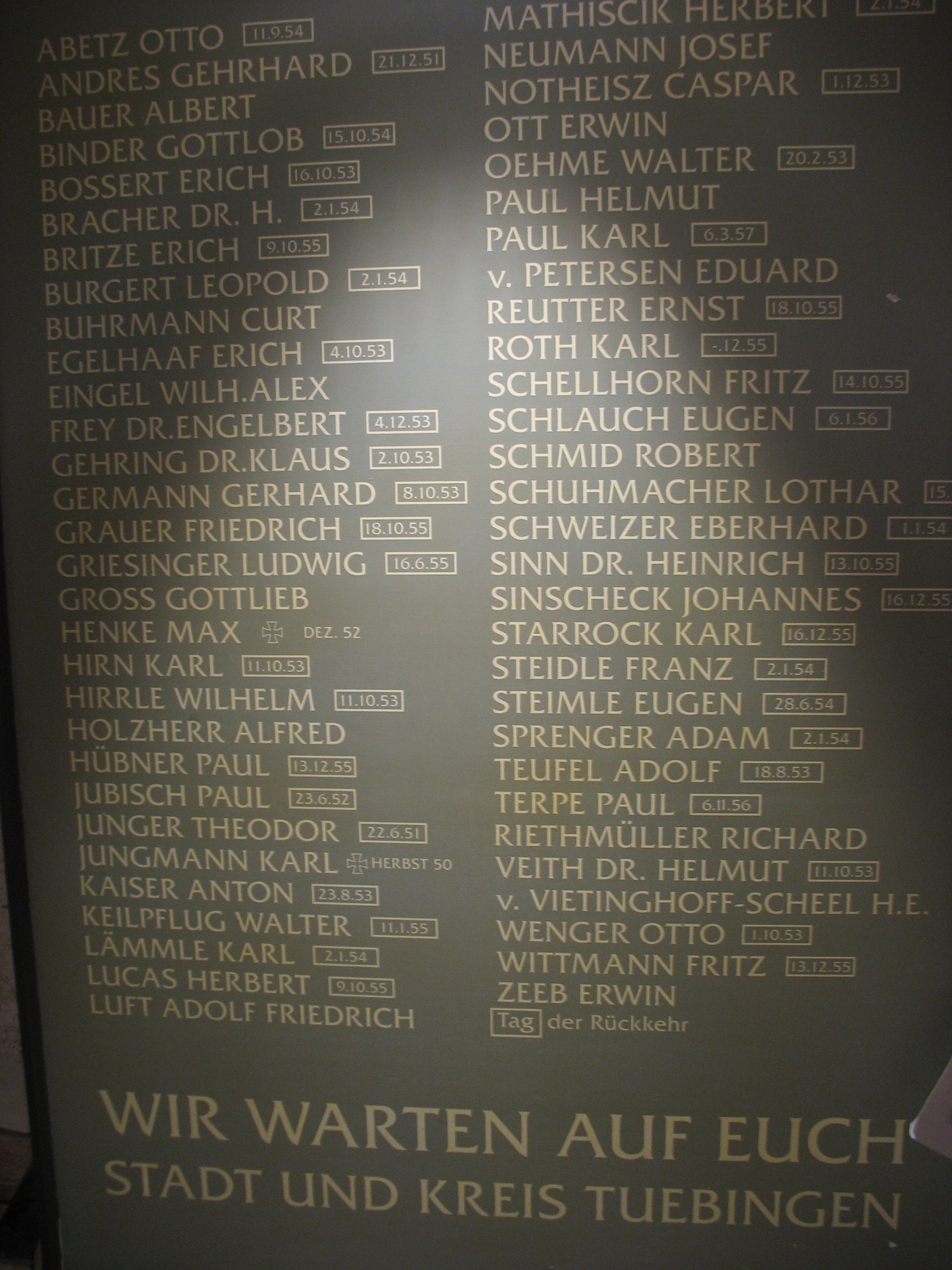
Die Tübinger Heimkehrertafel mit den Namen der verurteilten Kriegsverbrecher Otto Abetz und Eugen Steimle

Lange Zeit war er auch, obwohl wegen Kriegsverbrechen verurteilt und kein bloßer Kriegsgefangener, auf einer Tafel für spätheimgekehrte Kriegsgefangene der Stadt Tübingen, wie auch der verurteilte Kriegsverbrecher Eugen Steimle. Im August 2003 wurde schließlich die Gedenktafel für die Kriegsgefangenen am Tübinger Holzmarkt, die dort seit 1951 hing, gänzlich entfernt.

### Nachkriegszeit und Tod
Abetz wurde im April 1954 auf freien Fuß gesetzt. Danach trat er in die Redaktion der neu gegründeten Rheinisch-Westfälischen Zeitung in Essen ein.
Er starb am 5. Mai 1958 in seinem Auto bei Langenfeld auf der Autobahn A 3 zwischen Köln und dem Ruhrgebiet, nachdem sein Wagen mit hoher Geschwindigkeit von der Fahrbahn abgekommen war. Seine Frau kam bei dem Unfall ebenfalls ums Leben. Die Lenkung des Wagens hatte versagt, die Ursache des Unfalls konnte nicht vollständig aufgeklärt werden. Das Auto war ihm kurz zuvor von einem Franzosen geschenkt worden.

## Schriften
- Das offene Problem: Ein Rückblick auf zwei Jahrzehnte deutscher Frankreichpolitik. Einl. Ernst Achenbach. Greven, Köln 1951
- Histoire d'une politique franco-allemande. Mémoires d'un ambassadeur. Stock, Paris 1952
- Pétain et les allemands. Memorandum sur les rapports franco-allemands. Gaucher, Paris 1948